# Adidas Fevernova

Adidas Fevernova

Fevernova — офіційний м'яч Чемпіонату світу з футболу 2002 у Японії і Південній Кореї. Цей м'яч був розроблений компанією Adidas спеціально для цього чемпіонату. Він був презентований 30 листопада 2001 року, а 9 грудня 2001 року ним вперше зіграли товариську гру збірні Південної Кореї та США.

## Технічні характеристики
Сфера, що зшита з 32 фрагментів (20 шестикутних і 12 п'ятикутних). Фрагменти складаються з 11 шарів, мають товщину 3 міліметри. З метою покращення передачі енергії м'ячу ногою, один із шарів створений зі спеціальної піни на основі стійкого поліуретана з дрібними газонавповненими порожнинами. Внутрішня поверхня складається з щільної плетеної синтетичної тканини, що забезпечує пружність і обмежену деформацію м'яча. Зовнішня поверхня вироблена з поєднання штучного полістиролу і натурального каучуку.

## Дизайн
Fevernova став першим офіційним м'ячем чемпіонатів світу, який відійшов від звичного, починаючи з появи Adidas Tango у 1978 році, дизайну м'ячів.
Поверхня м'яча вкрита візерунком із сотень кружечків світлішого кольору. На м'ячі в чотирьох місцях розташовані стилізації під шюрікена з язиками червоного полум'я у золотому обрамленні.